# معركة نيرموجاره (1702)
نشبت معركة نيرموجاره بين السيخ وسلطنة مغول الهند عام 1702.

## خلفية
هُزم جيش سلطنة مغول الهند في معركة أناندبور الدموية (1700) . بعد سماع نبأ هزيمة جيش مغول الهند في المعركة، أرسل أورنكزيب بنفسه جيشًا جديدًا بقيادة وزير خان ضد غورو جوبيند سينغ. وهكذا تقدم وزير خان بعدد كبير من القوات، معززة بجيش من راجات التل في تلال سيفاليك.

## المعركة
التقى وزير خان بالسيخ خارج أناندبور مباشرة على ضفاف نهر ستليج في نيرموجاره. هاجم مغول الهند من جانب وهاجمهم راجات التل من الجانب الآخر. استمر القتال بضراوة طوال النهار والليل حتى استنفدت القوات المشتركة لمغول الهند وراجات التل في نهاية المطاف واضطرت إلى التراجع.
في صباح اليوم التالي، استأنفت قوات مغول الهند وقوات هيل راجا الهجوم ، وقرر جورو جوبيند سينغ، الذي وجد نفسه يفوق عددًا كبيرًا، التقاعد من المكان. طاردته قوات العدو وقرر السيخ منحهم معركة نهائية أخرى هُزمت فيها القوات المشتركة للمغول وراجات التل بشكل حاسم واضطر جيش مغول الهند إلى الانسحاب بعد يومين من القتال.